# NGC 3153
NGC 3153 este o galaxie spirală situată în constelația Leul. A fost descoperită în 19 martie 1784 de către William Herschel. Se află la o distanță de 34,67 de megaparseci de Pământ.